# Byrstutjärnen
Byrstutjärnen är en sjö i Avesta kommun och Hofors kommun i Gästrikland och ingår i Dalälvens huvudavrinningsområde. Sjön har en area på 0,0444 kvadratkilometer och ligger 142,2 meter över havet.

## Delavrinningsområde
Byrstutjärnen ingår i det delavrinningsområde (669566-154026) som SMHI kallar för Inloppet i Murämnet. Medelhöjden är 141 meter över havet och ytan är 25,29 kvadratkilometer. Det finns inga avrinningsområden uppströms utan avrinningsområdet är högsta punkten. Laggarboån (Västerån) som avvattnar avrinningsområdet har biflödesordning 2, vilket innebär att vattnet flödar genom totalt 2 vattendrag innan det når havet efter 110 kilometer. Avrinningsområdet består mestadels av skog (80 procent). Avrinningsområdet har 0,79 kvadratkilometer vattenytor vilket ger det en sjöprocent på 3,1 procent.